# Frances Wood (Statistikerin)
Frances Wood (geborene Chick; * 25. Dezember 1883 in London; 12. Oktober 1919 ebenda) war eine englische Chemikerin und Statistikerin. Die „Wood-Medaille“ der Royal Statistical Society wurde nach ihr benannt.

## Leben
Wood wurde am Weihnachtstag 1883 als sechstes von insgesamt sieben Mädchen als Tochter von Samuel Chick  und Emma Hooley geboren. Von 1897 bis 1903 besuchte sie die Notting Hill High School, eine reine Mädchen Schule. Anschließend studierte sie von 1904 bis 1908 Chemie am University College London.
Zwischen 1908 und 1912 arbeitete sie am Lister Institute of Preventive Medicine als Forschungschemikerin zuerst unter Sir William Ramsay und danach unter Professor Arthur Harden. Jedoch verlagerte sich ihr Interesse während dieser Zeit auf die medizinische Statistik. Später 1912 wurde sie dann Lebensmittelforscherin beim Lister Institute, wurde aber 1914 in die Handelskammer für den Krieg abgeordnet und danach in das Munitionsministerium versetzt, wo sie dann bis zum März 1919 blieb und danach aufgrund ihrer Schwangerschaft aufhörte. Im Juli 1911 heiratete sie Sydney Wood, einen Inspektor des Bildungsausschusses. Ihre Tochter Barbara wurde im September 1919 per Kaiserschnitt geboren. Dabei kam es zu einer Sepsis, an deren Folgen Frances 12 Tage später verstarb.

## Verdienste
Woods erste Veröffentlichungen befassten sich mit der Polymerisation von Keten. Außerdem veröffentlichte sie 1912 in der Zeitschrift „Biochemischen Zeitschrift“ eine unabhängige Arbeit über die angebliche Bildung von Dioxyaceton bei der Gärung von Traubenzucker. Ihre Arbeit als medizinische Statistikerin behandelte unter anderem einen Vergleich von Lebensmittelpreise mit Löhnen und Mieten, eine Verallgemeinerung statistischer Korrelationen zu Sterblichkeitsraten und die Sterblichkeitsraten für Krebs und Diabetes.
Eine weitere Arbeit befasst sich mit den Auswirkungen der Hochschulbildung auf die Fruchtbarkeit.
Ihre Arbeit über die Entwicklung der Löhne in London zwischen 1900 und 1912 wurde vor der Royal Statistical Society am 18. November 1913 gelesen, wobei der Präsident der RSS kommentierte, dass die Arbeit ein wichtiger Beitrag zur Kunst des Messens vom Wert des Geldes sei. Einige ihrer Arbeiten wurden erst nach ihrem Tod veröffentlicht.

## Familie
Fünf der sieben Chick-Schwestern haben an dem University College London studiert: Neben Frances waren Edith (Botanik), Harriette (Chemie und Bakteriologie) und Elsie (Sprachen) an der UCL. Dorothy hingegen ging nach dem Newnham College in Cambridge (Naturwissenschaften) zu der London School of Medicine für Frauen und schloss ihr Medizinstudium ab. Edith Chick (1869–1970) wurde später Forschungsbotanikerin und heiratete den bekannten Botaniker Arthur Tansley, der später die Wissenschaft der Ökologie gründete. Sie hatten drei Töchter. Harriette Chick wurde Mikrobiologin und Biochemikerin. Ihre Arbeit zu B-Vitaminen und Mangelkrankheiten machte sie zu einer der wichtigsten Ernährungswissenschaftlerinnen des 20. Jahrhunderts. Elsie Chick (1882–1967) heiratete Frederick Blackman, einen bedeutenden Pflanzenbiochemiker, und sie hatten einen Sohn. Sowohl Tansley als auch Blackman wurden Professoren (in Oxford bzw. Cambridge) und Mitglieder der Royal Society. Dorothy Chick (1887–1919) absolvierte eine Ausbildung in Chirurgie am Royal Free Hospital, leistete Dienste im Ersten Weltkrieg und starb im Februar 1919 im Alter von nur einunddreißig Jahren an Influenza. Über ihre 3 Brüder ist nichts bekannt.
Dass Frauen zu diesem Zeitpunkt überhaupt einen Universitätsabschluss hatten, war ungewöhnlich, und fünf in einer Familie mit solch bedeutenden Karrieren zu haben, war außergewöhnlich. Der Besuch der Notting Hill High School war wichtig für ihren Erfolg. Ihr Vater Samuel hatte Lady Henrietta Stanley, Baroness Stanley of Alderley, eine Aktivistin für Frauenbildung und Gründungsmitglied der Girls Public Day School Company, die vor dreizehn Jahren die Notting Hill High School gründete, um Rat zu ihrer Ausbildung gebeten. Aber seine Zustimmung, dorthin zu gehen, spiegelte eine Offenheit für die Emanzipation von Frauen wider, die für die damalige Zeit ungewöhnlich war.

## Preise/Ehrungen
Wood wurde 1913 Mitglied der Royal Statistical Society. 1917 wurde sie Mitglied des Order of the British Empire und 1918 Offizier des Ordens. Kurz nach ihrem Tod sammelte die Gesellschaft Spenden für einen alle zwei Jahre stattfindenden Aufsatzwettbewerb in ihre Erinnerung. 2017 benannte die Gesellschaft eine Auszeichnung „für hervorragende Beiträge zur Wirtschafts- oder Sozialstatistik“, die Wood-Medaille nach ihr.

## Schriften
- The Course of Real Wages in London, 1900-12. In: Journal of the Royal Statistical Society. Band 77, Nr. 1, 1913, S. 1–68, doi:10.2307/2339758.
- The Increase in the Cost of Food for Different Classes of Society since the Outbreak of War. In: Journal of the Royal Statistical Society. Band 79, Nr. 4, 1916, S. 501–508, doi:10.2307/2341003.
- mit J. W. Brown, M. Greenwood: The fertility of the english middle classes. A statistical study. In: The Eugenics Review. Band 12, Nr. 3, Oktober 1920, S. 158–211, PMID 21259713.
- mit  M. Greenwood: On Changes in the Recorded Mortality from Cancer and their Possible Interpretation:. In: Proceedings of the Royal Society of Medicine. 1. Mai 1914, doi:10.1177/003591571400701506.
- mit  M. Greenwood: The Relation between the Cancer and Diabetes Death-rates. In: Epidemiology & Infection. Band 14, Nr. 1, April 1914, S. 83–118, doi:10.1017/S0022172400005702.
- mit J. W. Brown, M. Greenwood: The Fertility of the English Middle Classes. A Statistical Study. In: The Eugenics Review. Band 12, Nr. 3, Oktober 1920, S. 158–211, PMID 21259713.